# ベアリーイーヴン
ベアリーイーヴン（欧字名:Barely Even、1969年4月22日 - 不明）は、アメリカ合衆国の競走馬。主な勝ち鞍に1972年のアシュランドステークス。

## 生涯
1969年4月22日、アメリカ・イリノイ州のBCファームでで出生。
1971年にデビュー。1972年4月15日のアッシュランドステークスは優勝したヘンペンスソングから2馬身差の2着に入線したが、ヘンペンスソングが他馬への進路妨害で8着に降着となったため、繰り上がりで優勝を果たした。翌1973年シーズンを最後に競走馬を引退。生涯成績は30戦17勝・2着4回・3着6回。
引退後は繁殖入りし、生涯で14頭の産駒を残した。4番仔のSulemeifが1984年にG3のスワニーリヴァーハンデキャップを、9番仔のワンオブアクライン（One of a Klein）が1988年にG1のオークリーフステークスを制している。1993年6月生まれのCommand Catが最後の産駒となり、以降の動向は不明。

## 主要なファミリーライン
牝系図の主要な部分（G1級競走優勝馬、日本のグレード制重賞優勝馬、その他個別記事のある馬）は以下の通り。*は日本に輸入された馬。
- Barely Even 1964
  - Golden Highlights  1979
    - Fariedah 1985
      - West Sider 1994
        - Silver Screamer 2008
          - Iscreamuscream 2021（デルマーオークス）

  - Sulemeif 1980
    - *ブラダマンテ 1986
      - ビッグバイアモン 1993（ラジオたんぱ賞）
      - ブレッシング 1994
        - アズマシャトル 2011（小倉記念）

      - スティルインラブ 2000（中央競馬牝馬三冠）

    - Withallprobability 1988
      - Probable Colony 1994
        - Summer Colony 1998（パーソナルエンスンハンデキャップ）

    - Crystal Shard 1994
      - Gemologist 2009（ウッドメモリアルステークス）

    - Color of Gold 1996
      - *カリズマティックゴールド 2003
        - ベルライン 2010
          - ベルピット 2020（北海道三冠など地方重賞13勝）

      - *ローブデコルテ 2004（優駿牝馬）

  - *ワンオブアクライン 1986（オークリーフステークス）
    - ヤマニンザナドゥ 1994
      - ヤマニンエマイユ 2003
        - ヤマニンサルバム 2019（新潟大賞典、中日新聞杯）

    - ヤマニンメルティ 1996
      - ヤマニンパピオネ 2008
        - ヤマニンウルス 2020（プロキオンステークス、東海ステークス）
        - ヤマニンアルリフラ 2021（北九州記念）

    - ヤマニンプチフール 2002
      - ヤマニンプチガトー 2009
        - ヤマニンチェルキ 2022（北海道スプリントカップ）

- 出典：牝系検索α
- 上記以外では、Sulemeifの産駒にゴールドアクターの母父となったキョウワアリシバがいる。

## 血統表
| ベアリーイーヴンの血統        | ベアリーイーヴンの血統      | ベアリーイーヴンの血統 | （血統表の出典） | （血統表の出典） |
| 父系                          | ハイペリオン系              | ハイペリオン系         | ハイペリオン系   |                  |
| 父 Creme dela Creme 1963 鹿毛 | 父の父Olympia 1946 鹿毛     | Heliopolis             | Hyperion         | Hyperion         |
| 父 Creme dela Creme 1963 鹿毛 | 父の父Olympia 1946 鹿毛     | Heliopolis             | Drift            |                  |
| 父 Creme dela Creme 1963 鹿毛 | 父の父Olympia 1946 鹿毛     | Miss Dolphin           | Stimulus         | Stimulus         |
| 父 Creme dela Creme 1963 鹿毛 | 父の父Olympia 1946 鹿毛     | Miss Dolphin           | Tinamou          |                  |
| 父 Creme dela Creme 1963 鹿毛 | 父の母Judy Rullah 1953 栗毛 | Nasrullah              | Nearco           | Nearco           |
| 父 Creme dela Creme 1963 鹿毛 | 父の母Judy Rullah 1953 栗毛 | Nasrullah              | Mumtaz Begum     |                  |
| 父 Creme dela Creme 1963 鹿毛 | 父の母Judy Rullah 1953 栗毛 | Judy-Rae               | Beau Pere        | Beau Pere        |
| 父 Creme dela Creme 1963 鹿毛 | 父の母Judy Rullah 1953 栗毛 | Judy-Rae               | Betty Derr       |                  |
| 母 Dodge Me 1959 黒鹿毛       | 母の父The Doge 1942 黒鹿毛  | Bull Dog               | Teddy            | Teddy            |
| 母 Dodge Me 1959 黒鹿毛       | 母の父The Doge 1942 黒鹿毛  | Bull Dog               | Plucky Liege     |                  |
| 母 Dodge Me 1959 黒鹿毛       | 母の父The Doge 1942 黒鹿毛  | My Auntie              | Busy American    | Busy American    |
| 母 Dodge Me 1959 黒鹿毛       | 母の父The Doge 1942 黒鹿毛  | My Auntie              | Babe K.          |                  |
| 母 Dodge Me 1959 黒鹿毛       | 母の母By Me 1946 黒鹿毛     | Grand Slam             | Chance Play      | Chance Play      |
| 母 Dodge Me 1959 黒鹿毛       | 母の母By Me 1946 黒鹿毛     | Grand Slam             | Jeanne Bowdre    |                  |
| 母 Dodge Me 1959 黒鹿毛       | 母の母By Me 1946 黒鹿毛     | Pandita                | Pharamond        | Pharamond        |
| 母 Dodge Me 1959 黒鹿毛       | 母の母By Me 1946 黒鹿毛     | Pandita                | Pandera          |                  |
| 母系(F-No.)                   | (FN:10-d)                   | (FN:10-d)              | (FN:10-d)        | [ § 2 ]          |
| 5代内の近親交配               | Selene：S5×M5               | Selene：S5×M5          | Selene：S5×M5    | [ § 3 ]          |
| 出典                          | 1. 2. 3.                    | 1. 2. 3.               | 1. 2. 3.         | 1. 2. 3.         |